# Кашина Морони (Милано)
Кашина Морони је насеље у Италији у округу Милано, региону Ломбардија.
Према процени из 2011. у насељу је живело 24 становника. Насеље се налази на надморској висини од 149 м.